# Democracia popular

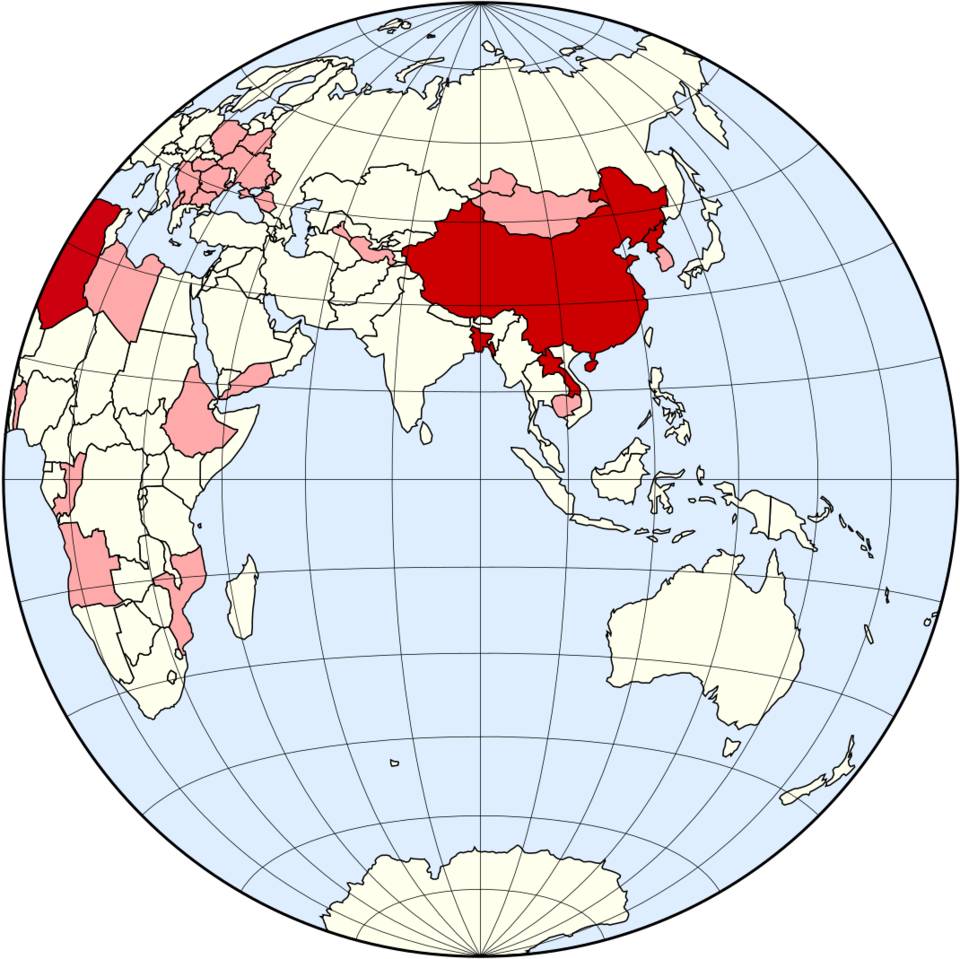
Países llamados oficialmente «República popular»:
Actualmente
Antiguamente

Se denomina democracia popular a un tipo de régimen político. Su expresión institucional son los autodenominados Estados socialistas, que existieron durante el siglo XX, aunque algunos han sobrevivido en el siglo XXI. Solían disponer en el nombre oficial del Estado de la expresión República Popular o República Democrática (que por tanto, puede considerarse como una forma de gobierno). Las democracias populares, a diferencia de otros regímenes contemporáneos no liberales que también proclaman ser democráticos, suelen anclar su discurso legitimador en la construcción de una sociedad socialista atendiendo a las características peculiares de cada país, respetando siempre los principios del internacionalismo proletario.
Estos regímenes han sido institucionalmente variados, aunque según sus críticos, en todos ellos el pluralismo es limitado o en la práctica inexistente. En ocasiones solo se permite la existencia de un único partido político, en otras pueden coexistir dos, uno urbano y otro agrario, unidos por el Estado y sin competir entre ellos. En gran parte de los casos existían varios partidos políticos de distinta ideología unidos bajo un Frente Nacional o Popular, como el Frente Nacional de Alemania Democrática. Aun así, se desarrolla un proceso electivo desde la base, donde los habitantes se reúnen en consejos para designar a sus representantes. Los medios de comunicación son propiedad del Estado, el partido u organizaciones vinculadas con él —sindicatos, federaciones estudiantiles—, hecho que sus críticos asocian con la falta de libertad de prensa. Por otro lado, fuentes opositoras señalan que los organismos de seguridad estatal se dedican a la vigilancia política de sus ciudadanos.
La utilización del vocablo democracia por estos regímenes, como en la República Democrática Alemana, se ha considerado un abuso por parte de quienes identifican la democracia con lo que el politólogo Robert Dahl denomina poliarquía. Sin embargo, según sus partidarios, estos regímenes serían democráticos en varios sentidos: la pertenencia plena a la comunidad política es universal, no está mediada por criterios censitarios; hay mecanismos orgánicos de participación política, mediados por el partido, y el Estado se define por un programa de políticas públicas: educación y cultura, sanidad, deportes, etcétera, también orientadas a esa participación universal.

## Origen del término

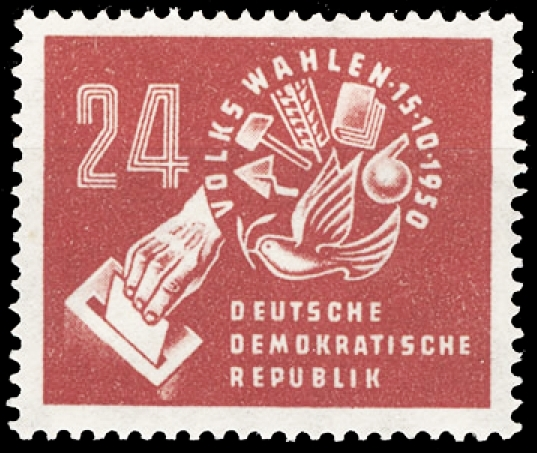
Sello de la RDA alusivo a las elecciones a la Volkskammer de 1950.

El término «democracia popular» se otorgó a los regímenes surgidos en la Europa del Este tras la Segunda Guerra Mundial. La definición la dio la Internacional Comunista. Según los documentos del XXII Congreso del PCUS, una democracia popular refleja «la peculiaridad del desarrollo de la revolución socialista en circunstancias en que el imperialismo se debilita y la correlación de fuerzas se modifica en favor del socialismo».
En ella han encontrado asimismo su reflejo las particularidades históricas y nacionales de diversos países. La democracia popular es definida como una variante de la dictadura del proletariado (no algo distinto) en la que las clases se aliaban bajo la dirección del proletariado como clase dominante en pro del desarrollo del socialismo. Para representar a las distintas clases hay sistemas, habitualmente, de varios partidos (no solo el comunista, como en la URSS), poseyendo el partido de clase marxista-leninista el papel de vanguardia de la sociedad, plasmado en las constituciones.
En algunas democracias populares aunque no existía libertad de prensa ni de asociación, sí había elecciones periódicas a todos los órganos del Estado en los que se pretende representar las intenciones y aspiraciones de la población. Para ello se desarrolla un proceso electivo desde la base, desde el propio barrio o comunidad, donde los habitantes se reúnen en consejo de vecinos para designar aquellas personas que viven entre ellos para ser postulados y elegidos para ocupar diferentes cargos de gobierno en las instancias municipal, provincial y nacional. 
Sin embargo, para los partidarios de las democracias liberales de corte occidental, el nombre de democracia popular no es más que un modo de denominar benévolamente lo que consideran un régimen totalitario y dictatorial que, según argumentan, impide por ley la crítica al régimen, excluye elecciones libres, practica ejecuciones extrajudiciales, encarcela disidentes y, en general, ocupa las escalas más bajas en cuanto al respeto a las libertades civiles y los derechos humanos.

## Uso del término en el Siglo XXI
El uso del término «República Popular» (proveniente del ruso: народная республика), se ha usado posteriormente en la Guerra civil en el este de Ucrania, como denominación de los entes administrativos que gestionan las zonas rebeldes, como la República Popular de Donetsk y la República Popular de Lugansk. Estas repúblicas populares carecen de reconocimiento internacional, y no corresponden a la misma concepción política del estado, aunque usan una terminología cercana a poblaciones ex-soviéticas.

## Ideología
Mientras que las democracias populares eran consideradas una forma de dictadura del proletariado, se permitía la participación de clases como el campesinado, la pequeña burguesía y la burguesía progresista. Nikita Jruschov declaró explícitamente que la posibilidad de una transición pacífica a la democracia popular se basaba en la fuerza global de la URSS como superpotencia.
El libro de texto soviético "Diccionario del Comunismo Científico" definió la democracia popular de la siguiente manera:
La Democracia Popular, es una forma de dictadura del proletariado establecida en varios países europeos y asiáticos como resultado de las revoluciones democráticas populares en la década de 1940 que se convirtieron en revoluciones socialistas. Surgió en una nueva etapa del proceso revolucionario mundial y reflejó la forma específica en que se desarrollaba la revolución socialista en un momento en que el imperialismo estaba debilitado y la balanza de fuerzas mundiales se había inclinado a favor del socialismo. Los rasgos comunes característicos de la democracia popular como forma de dictadura del proletariado estuvieron determinados por la amplia base social que subyace a las revoluciones socialistas que se produjeron en los países europeos y asiáticos después de la Segunda Guerra Mundial, su desarrollo relativamente pacífico y la asistencia y el apoyo prestados a ellos por la Unión Soviética. Sin embargo, en cada país en particular, la democracia popular tiene sus propias características distintivas, ya que el cambio socialista tuvo lugar allí bajo condiciones históricas y nacionales específicas.
A diferencia de la Unión Soviética, donde a lo largo de la historia surgió un sistema de partido único, en la mayoría de los países bajo el régimen democrático popular se formó un sistema multipartidista. Los partidos se unieron en el Frente Popular para luchar contra el fascismo y el imperialismo; en estas condiciones, el multipartidismo ayudó a ampliar la base social de la revolución ya cumplir mejor las tareas que tenía por delante. Las posiciones de liderazgo fueron ocupadas por partidos comunistas y obreros (este fue el caso en la Alemania Oriental, Hungría, Polonia y Checoslovaquia). Para fortalecer la cohesión dentro de las filas de la clase obrera, los Partidos Comunistas y Obreros en varios países europeos de la D.P. se fusionó con los partidos socialdemócratas sobre la base del marxismo-leninismo, mientras que en Hungría y Rumania el sistema multipartidista fue reemplazado por uno de partido único.
Los trotskistas y otros disidentes antiestalinistas comunistas estaban en contra de la idea de la democracia popular que veían como una negación de la insistencia leninista en la esencia de clase de todo poder estatal.